# Història de Vila-real
Vila-real va ser fundada per Jaume I el 1274 per assegurar el poblament en una extensa zona de la Plana que havia quedat deserta després de l'expulsió dels musulmans. Després de les crisis del segle xv, va experimentar un auge econòmic el segle xvi i xvii. En el segle xviii van arribar les primeres manufactures; en el xix, les plantacions de tarongers van esdevenir comunes i, en el segle xx, la indústria ceràmica va guanyar-hi importància juntament amb altres ciutats i pobles de la zona.

## Abans de Jaume I
En la contornada de la ciutat són bastant freqüents els testimonis de la cultura eneolítica (Vil·la Filomena), ibèrica i de la dominació romana. La llarga ocupació musulmana de la Plana de Borriana va deixar alguna herència de topònims que encara romanen vius i de petits nuclis rurals dispersos (alqueries) escampats per l'horta.

## Època foral medieval. Fundació

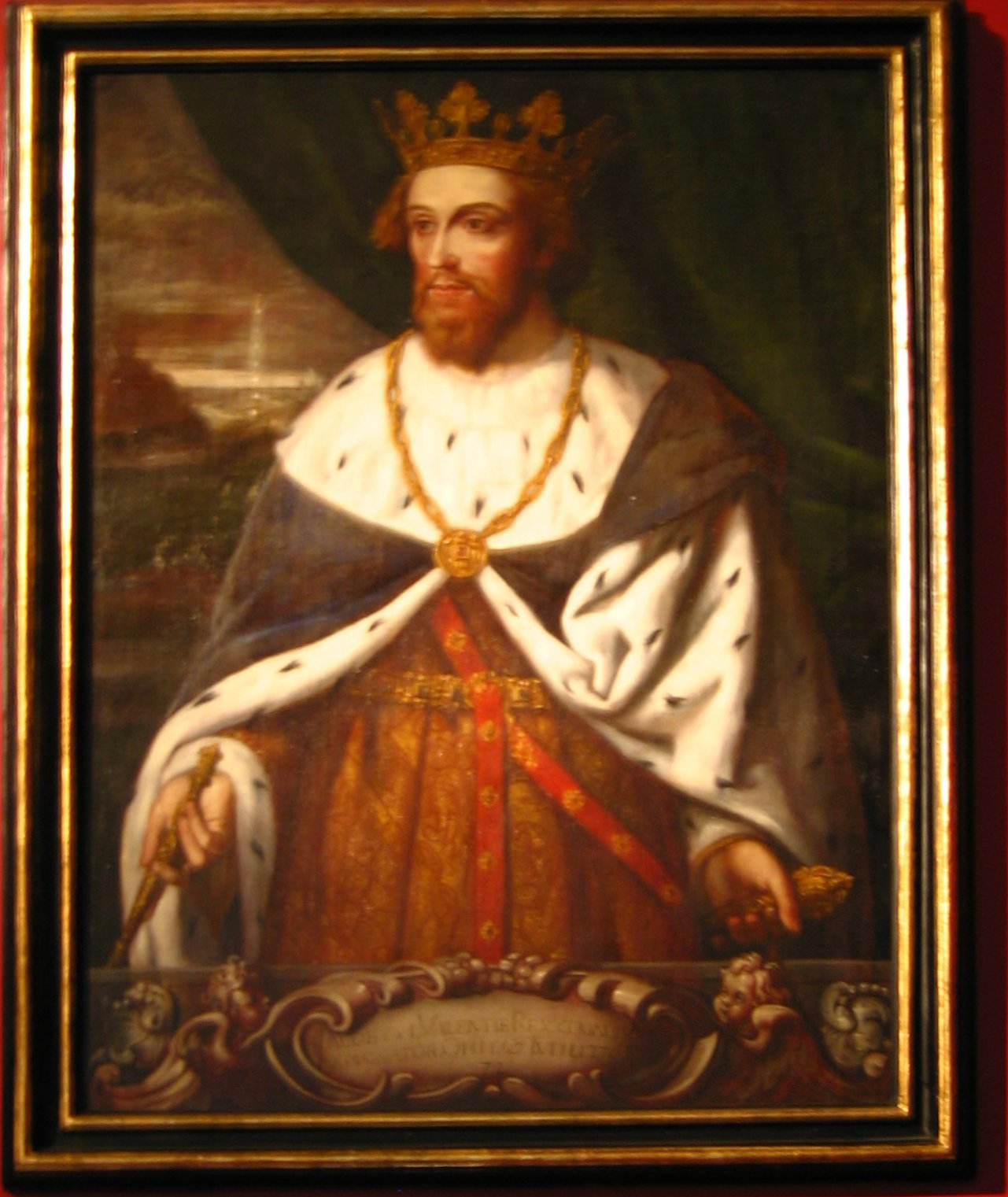
Retrat imaginari de Jaume I, fundador de Vila-real (Palau de la Generalitat Valenciana)

No fou però fins al 1274 que, en els últims anys de la seua vida, el rei Jaume I la fundà, en segregar-la del terme de Borriana, la primera gran vila valenciana d'origen musulmà que havia estat presa i poblada per cristians, el 1233.
La carta pobla de Vila-real, datada a la ciutat de València a 20 de febrer de 1274, diu així:
"(...) correspon a reis i prínceps assignar termes certs a les poblacions que funden, i concedir als seus pobladors furs o costums, amb els quals han de viure i ser regits: per això, Nós, Jaume, per la gràcia de Déu rei d'Aragó, de Mallorca i de València, comte de Barcelona i d'Urgell, i senyor de Montpeller, per Nós i pels nostres successors, donem i concedim a vosaltres, tots i cada un dels pobladors de la població de Vila-real, que hem decidit establir en terme de Borriana, termes certs, és a dir, des de la séquia Major de Borriana amunt cap a la dita població, i des d'enllà, així com afronta amb el terme de Nules, i d'allà fins a l'anomenada Misquitiella, que està cap a Betxí, i d'allà fins al molló del turó cobert, on es talla la pedra, i cap al riu Millars."
Dels vora 115 km² del terme general de Borriana, prop de 68 –els ubicats més a ponent- configuraren el nou terme de Vila-real, a la qual el rei li atorgà els mateixos furs i privilegis que a Borriana, incloent-hi l'ús de les aigües del riu Millars. Així ho diu la carta pobla: "…en el qual terme (de Vila-real) tingueu ús d'aigües, i de llenya, i d'herbes, i de pedra, i de calç, i de totes les altres coses necessàries per a vosaltres o per al vostre ús i dels vostres ramats, lliurement i en pau, i en tot açò ningú tinga força per fer-vos impediment o perjudici de cap manera." 
El lloc triat per a l'emplaçament de Vila-real fou un pla en un interfluvi entre el riu Millars i el riu Sec, però bastant allunyat de tots dos per protegir-se de les riuades, i al costat d'una important ruta en el camí entre la ciutat de València i Tortosa. L'objecte de la seua fundació va ser, d'una banda, assegurar el poblament en una extensa zona de la Plana que havia quedat deserta després de l'expulsió dels musulmans i, d'un altre, com denota el seu topònim, enfortir el braç reial, perquè des de la seua creació va tindre representació en les Corts i en la Diputació del General del Regne de València, on va participar molt activament, i va tindre el privilegi d'usar com a propi el penó quadribarrat distintiu d'aquest.
La carta pobla de Vila-real diu que a penes hi havia unes alqueries disseminades pel terme, fet que confirma la voluntat reial de crear una vila preconcebuda i amb un plànol elaborat, de planta rectangular, propi del racionalisme renaixentista avant la lettre. Aquest plànol comptava amb un eix longitudinal de major extensió, corresponent al Camí Reial de València a Tortosa i Barcelona (actual carrer Major) i un altre de transversal, corresponent a l'actual camí d'Onda a Borriana que es troben perpendicularment i formen una plaça porticada quadrangular: l'actual plaça de la Vila.
En 1329 canvià els furs d'Aragó, amb els que es va fundar, pels furs del Regne de València, i se li reconegueren i augmentaren els privilegis. En 1379 Vila-real reunia la notable xifra de 590 focs, més de 2.500 habitants, amb la que el seu recinte murallat ja s'havia completat, i començaven a créixer els ravals: el València, on es van instal·lar els artesans, i el de Castelló, on residia l'escassa població mudèjar.
El segle xv és un període de regressió demogràfica i econòmica. Les caresties i les epidèmies, especialment la pesta negra, feren estralls en la població, que descendí de manera notable. El 1427 sumava 475 veïns i el 1499 només 290.

## Època foral moderna. Expansió agrícola
El segle xvi i sobretot el XVII foren d'auge econòmic. Entre 1556 i 1675 s'amplià l'horta tradicional regada per la Séquia Major, separada després de passar a prop la vila entre la Séquia Sobirana i la Séquia Jussana, i altra menor anomenada la Sequiola, fins a les prop de 2.500 ha que la conformen. Els cultius que hi predominaven eren hortalisses i cereals per a l'autoconsum i el cultiu comercial del cànem. A més hom va rompre la major part del secà tradicional, on es van plantar sobretot oliveres i vinya, però també garroferes i moreres.
El 1510 hi havia 328 veïns, però els conflictes amb els moriscos dels senyorius veïns i la participació curta però molt activa a favor de les Germanies, van impedir el desenvolupament demogràfic, de manera que el 1565 només hi havia 327 veïns, menys d'1.500 habitants.
Des del punt de vista cultural el XVI és un segle de progrés, per tal com, d'una banda, l'humanista local i catedràtic de gramàtica de la Universitat de València Francesc Joan Mas fou l'últim editor valencià de les obres d'Erasme i, de l'altra, el Consell municipal contractà els serveis de Paolo de San Leocadio perquè pintara el retaule de Sant Jaume que es troba a l'església arxiprestal, i va encarregar el traçat del plànol de la vila al cronista borrianenc Rafael Martí de Viciana.

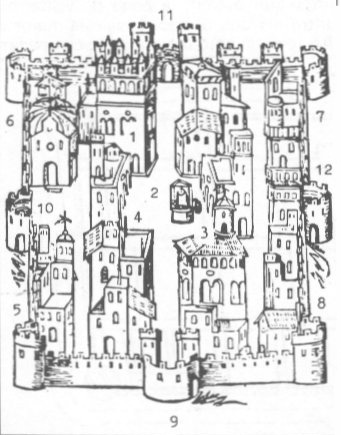
Dibuix de Vila-real segons Rafael Martí de Viciana (1564).

 Cal destacar també que el 1592 va morir al convent del Roser el frare alcantarí Pasqual Baylon, el sepulcre del qual en la ciutat fou un focus de forta influència religiosa, especialment després que s'hi construïra el 1681 sota el reial patronatge de Carles II la capella barroca de la basílica de Sant Pasqual, cremada el 1936.
Vila-real va deixar sentir la seua veu també en les Corts Valencianes amb l'activitat exercida pel notari Jeroni Marc Mascarell. Aquest apogeu econòmic es va traduir en un augment de la població, que va arribar a 459 veïns en 1609, moment de l'expulsió morisca, que pràcticament no li va afectar, perquè en 1646 sumava 474 veïns i 527 el 1692.

## De 1700 a 1850. Primeres manufactures

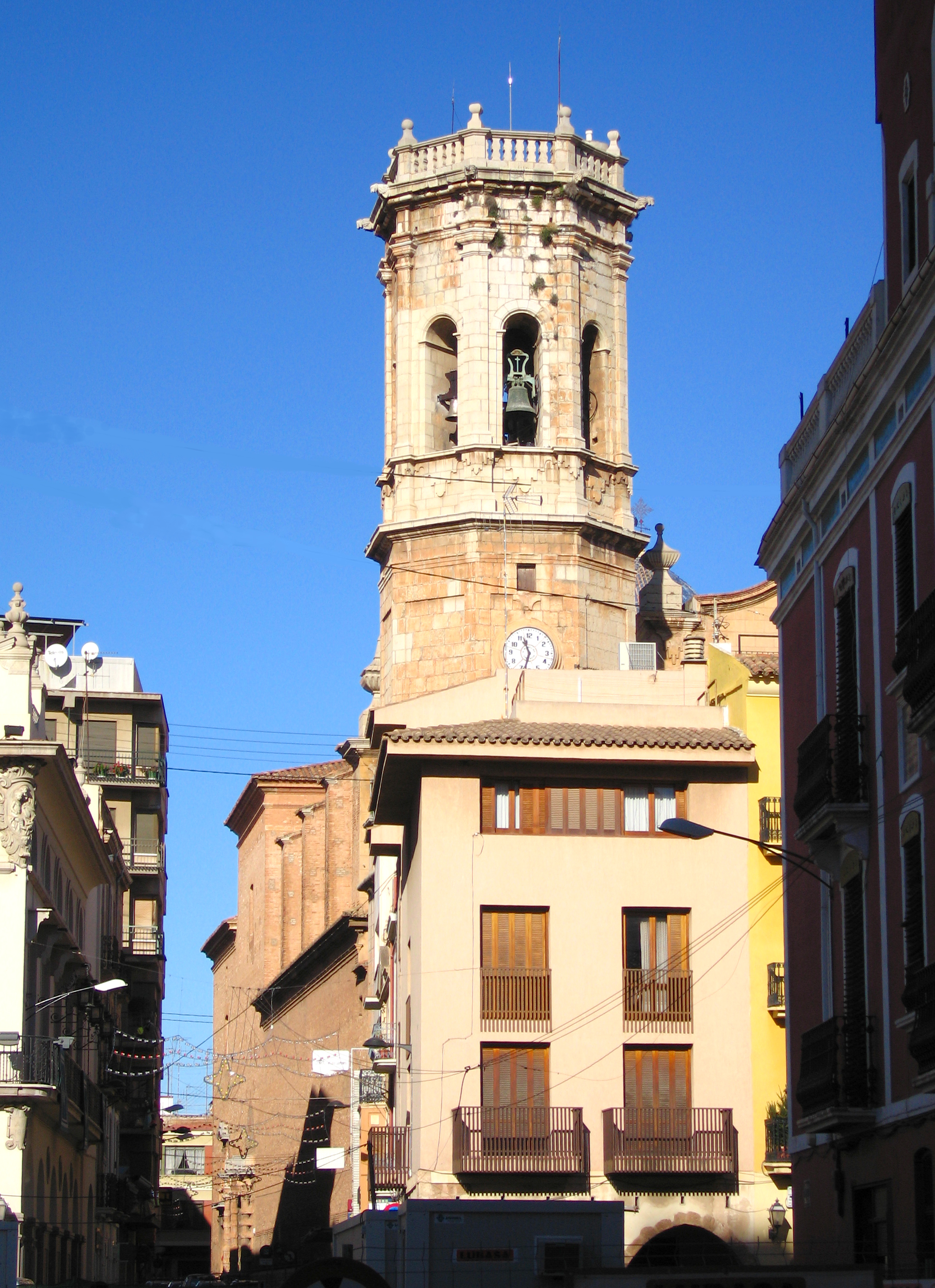
Campanar de Vila-real de 1682, però seguidor de la tradició del gòtic català de fer un prisma octogonal, com ara El Fadrí de Castelló de la Plana, el Salvador de Borriana o el Micalet de València.

Prou greus per a la població van ser els efectes de la Guerra de Successió. Poc després del setge de Gibraltar amb l'ajut de l'estol anglès, els austracistes conqueriren Dénia, on el Regiment de cavalleria Rafael Nebot es passà a la causa austriacista, i altres places com ara Alzira; quan Joan Baptista Basset desembarcà a Altea l'agost del 1705, on l'arxiduc fou proclamat rei de València, començà la revolta dels maulets. La resta de l'exèrcit borbònic del Regne de València fou enviat a la defensa de Barcelona, deixant el regne indefens, i Basset va cavalcar des de Dénia a València passant Gandia i Alzira, sense trobar-hi cap resistència important. Quan els nobles borbònics o les fortaleses tractaren de resistir, hi trobaren vilatans armats que els forçaren a fugir-ne. El virrei, juntament amb el duc de Gandia, una llarga llista de nobles i botiflers començaren a fugir, no cap a València, sinó cap a Castella. La ciutat de València va obrir les portes a l'exèrcit maulet sense resistència. Més aviat al contrari, l'entusiasme popular fou immens. Alhora arribaven notícies de l'alçament austracista al Principat, on les ciutats havien foragitat l'exèrcit "filipista", i de Barcelona, on el mateix Carles III havia desembarcat triomfalment. Això ajudà a escampar la revolta des de Vinaròs i Benicarló a Vila-real i Castelló, on els maulets es feren forts. Un cop Basset es va establir a València, on exercí de virrei en la pràctica, i amb la major part del regne sota el control dels maulets (çò és, camperols armats), la seua primera mesura va ser abolir tots els tributs senyorials. El 12 de gener de 1706 les tropes borbòniques de Felip V, comandades pel comte de les Torres de Alcorrín que des de Sant Mateu (Baix Maestrat) pretenien arribar a València, ocupada per les tropes de Joan Baptista Basset, davant la resistència presentada al seu pas per un grup de veïns partidaris de l'arxiduc Carles d'Àustria que els varen atacar des de les murades, en contra de la decisió del Consell de la Vila que intentà prudentment mantenir-se al marge del conflicte, van assaltar Vila-real, en un combat que va provocar quasi 500 morts entre els combatents dels dos bàndols i l'incendi d'alguns edificis particulars, en especial les escrivanies notarials i cases dels prohoms locals partidaris del rei Felip de Borbó, com ara la família dels Mundina, al carrer Major de la vila.
A pesar del tràgic inici, les reformes iniciades al segle xviii varen afavorir un gran creixement social i econòmic, perquè la població de Vila-real va assolir 1.500 veïns el 1795, uns 7.000 habitants. Aquesta ràpida expansió es degué a la consolidació del cultiu, manufactura i comerç de la seda i el cànem. Gràcies a certs comerciants, alguns dels quals d'origen francés com ara Sichet i Sarthou, Vila-real es va convertir en un gran centre de distribució de productes al detall en el mercat espanyol.
El creixement econòmic es va reflectir en la construcció de l'església parroquial de Sant Jaume, de grans dimensions i importants obres pictòriques, construïda entre 1752 i 1779 en estil barroc i rematada amb ornaments neoclàssics, la construcció del Pont Nou sobre el Millars, obra de Bartomeu Ribelles, la de la capella barroca a l'Hospital de la vila, unes noves Cases Consistorials, el desenvolupament de l'Ermitori de la Mare de Déu de Gràcia i altres diverses construccions. En un dels cantons de l'església parroquial es troba la torre campanar, bastida el 1682 i de forma octogonal.
El segle xix, oscil·lant entre el liberalisme i el conservadorisme, es va caracteritzar a Vila-real pels motins de caràcter polític, la invasió napoleònica (1808-1814) en la qual els vila-realencs varen participar en una heroica defensa al pont del Millars, les conspiracions liberals o realistes, la repressió absolutista i les guerres carlines, durant les quals pateix successius atacs i incendis.

## De 1850 a 1950. La taronja
Durant la segona meitat del XIX l'economia va prosperar notablement. De 1839 a 1843 es van iniciar les primeres plantacions regulars de tarongers, i gràcies a personatges com José Polo de Bernabé i Borràs, a partir de 1856 es van millorar les tècniques de cultiu, explotació i comerç de la taronja, fet que li donà un gran impuls econòmic a la ciutat. El 1857 la població superava els 10.000 hb. El cultiu del taronger va transformar l'horta tradicional, primer, i ja en el segle XX el secà, que es va convertir en regadiu en excavar-hi pous per extraure l'aigua de reg.
La segona meitat del XIX fou un període d'assentament del capitalisme agrícola en què es va forjar un nombrós grup de comerciants emprenedors preocupats per millorar el comerç exterior i finançar la indústria auxiliar de la taronja. A pesar de les epidèmies de còlera de 1854, 1865 i 1886, Vila-real sumava 12.000 hb en 1887 i 15.000 el 1910.
La Primera Guerra Mundial fou un període de crisi per a l'agricultura, per tal com es van tallar els enviaments de taronges cap a Europa. Durant els anys 1920 i 1930 hi va haver una lleugera recuperació, i una part de la indústria local s'havia especialitzat en la producció de bombes per a l'elevació i captació d'aigües, en plena transformació del secà.
Durant la Guerra Civil es va formar la "Colectividad Productora Campesina" de Vila-real impulsada per la CNT i la UGT i també es va formar una col·lectivitat al nucli de Les Alqueries, aleshores segregat. Les col·lectivitats buscaven treure rendiment a les terres confiscades o aportades pels socis i es componien de jornalers i de camperols propietaris que hi aportaven les seves terres. Aquest procés formava part d'un context més ampli de col·lectivitzacions al camp valencià i s'organitzaven conjuntament per a l'exportació de taronja mitjançant el Consell Llevantí Unificat d'Exportació Agrícola.
Després de la Guerra Civil la població es mantingué estancada en 17.000 habitants durant els durs anys de postguerra. El 1950 el motor de l'economia local continuava sent el cultiu i comercialització de la taronja, i la principal indústria local era la fabricació industrial de motocultors i cavadores de dimensió reduïda, a banda d'alguna empresa tèxtil.

## De 1950 fins avui. La indústria ceràmica
La gelada de 1956, que arruïnà molts comerciants i llauradors, feu reflexionar els empresaris locals que decidiren invertir en un nou sector diferent de la taronja: la indústria ceràmica, i més concretament la del taulell, çò és, la rajola de València. El mateix 1956 es va fundar la primera empresa ceràmica, i de llavors ençà el nombre de fàbriques no ha deixat d'incrementar-se'n pertot arreu del terme.
La proximitat a una zona de gran tradició taulellera com Onda va facilitar sens dubte el naixement de la indústria ceràmica durant les dècades de 1950 i 1960, ja que els inversors locals van considerar aquest subsector com un negoci relativament segur, atés que en tenien referències abundants. Però aquest veïnat no sols va resultar determinant com a factor d'imitació: també va servir per a reclutar tècnics especialistes en la gestió i producció procedents d'Onda, als quals els accionistes vila-realencs confiaven la part tècnica.
La principal font de finançament de la indústria taulellera a Vila-real va ser l'estalvi derivat de l'agricultura: diners acumulats per comerciants i terratinents locals a partir d'excedents i especulacions en l'exportació de taronges, al qual es van unir notables masses d'estalvis de particulars. D'altra banda, l'esperit emprenedor dels vila-realencs de mitjan segle xx, forjat durant més d'un segle al voltant del comerç i de la indústria citrícoles, va influir decisivament en l'èxit de la indústria ceràmica taulellera local.
El taulell ha estat dels anys 60 ençà el gran motor de l'economia vila-realenca. Gràcies a l'impuls d'aquesta indústria la ciutat ha crescut ràpidament, atraient milers d'immigrants del rerepaís (Alt Millars, els Ports, el Maestrat, sud d'Aragó), però també de la Manxa i d'Andalusia. Durant les dècades de 1970 i 1980 el creixement es va alentir lleugerament per causa de la crisi econòmica internacional, que provocà un estancament de la producció citrícola i ceràmica. Fruit de la nova embranzida econòmica dels 1990 i principis del segle xxi, gràcies a un desenvolupament industrial sense precedents del taulell i indústries auxiliars, la ciutat ha tornat a créixer a gran velocitat.